# Sat-ZF-Verteilung

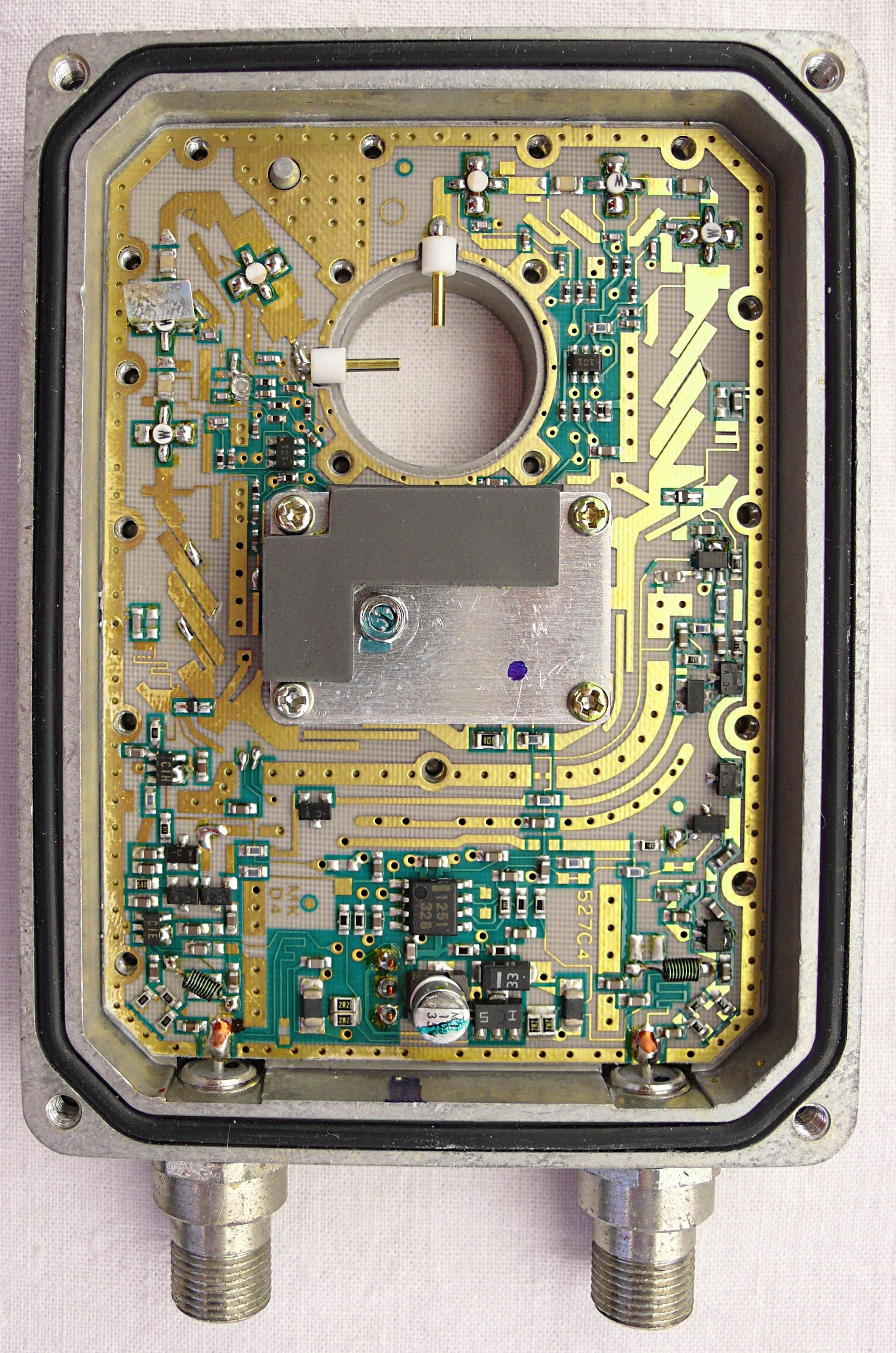
LNB mit zwei ZF-Ausgängen in Satblock-Technik (integrierter Multischalter), geöffnet

Das Diagramm zeigt die Verteilung von Transpondern mit deutschsprachigen Programmen auf die vier Satblöcke (Stand 2012)

Eine Sat-ZF-Verteilung ist eine häufig eingesetzte Variante der Gebäudeverkabelung, bei der eine Rundfunkempfangsanlage den Gemeinschaftsbetrieb mehrerer Satellitenempfänger an einer oder mehreren Sat-Antennen ermöglicht. Die Hauptaufgabe besteht in der Verteilung der vom LNB (und evtl. vorhandenen terrestrischen Antennen) gelieferten Signale an die einzelnen Teilnehmer. Eine Sat-ZF-Verteilung ist dadurch charakterisiert, dass jedes Sat-Empfangsgerät (z. B. Digitalreceiver) über eine eigene Antennenleitung angeschlossen ist. Die Verkabelung ist also sternförmig aufgebaut. Als Alternativen dazu gelten das Einkabelsystem und die verbesserte Variante Unicable.

## Funktionsprinzip
Moderne Rundfunksatelliten empfangen Signale der Bodenstation mit der Uplinkfrequenz und setzen diese mittels sogenannter Transponder an Bord des Satelliten in eine neue Downlinkfrequenz um. Bei Astra liegt diese Downlinkfrequenz zwischen 10,70 und 12,75 GHz. Die Signale werden in den Transpondern verstärkt und anschließend über Richtantennen wieder zu einem bestimmten Bereich auf der Erdoberfläche zurückgesendet. Der geografische Bereich, in dem das Satellitensignal zu empfangen ist, wird Ausleuchtungszone genannt. Aufgrund ihrer hohen Frequenz können diese Signale Hindernisse wie Bäume, Hauswände und -dächer usw. nicht durchdringen. Daher ist an der Empfangsanlage immer eine freie Sicht zum Satelliten notwendig.
Signale mit solch hohen Frequenzen können in einer Gebäudeverkabelung mit gewöhnlichen Koaxialkabeln nicht optimal verteilt werden, da die Signaldämpfung zu hoch wäre. Darum werden die empfangenen Frequenzen zunächst durch den LNB auf einen niedrigeren Zwischenfrequenz-Bereich (ZF-Bereich) heruntergemischt. Es wird dabei nicht das vollständige Frequenzband von 10,70–12,75 GHz umgesetzt, sondern das Band in zwei etwa gleich große Segmente aufgeteilt und in das gleiche, niedrigere ZF-Band umgesetzt. Das automatische Umschalten der LNB-internen Mischfrequenzen wird durch den Sat-Empfänger gesteuert. Das Umsetzen der sehr hohen Sendefrequenzen des Sat-Transponders in ein tieferes Band mindert die Verluste durch die Kabeldämpfung, die sehr stark frequenz- und kabeltypabhängig sind. Der Einsatz eines typischen Koaxialkabels für den Antennenanlagenbau bei 10 GHz / 12 GHz statt der 1 GHz – 2 GHz würde dazu führen, dass kaum noch etwas am Empfänger ankommen würde, was an der Antenne zuvor empfangen wurde. Das Umsetzen reicht jedoch allein auch nicht aus, um einen ausreichenden Pegel für den Sat-Empfänger zu liefern. Daher folgt der Umsetzerstufe (Mischer) ein Verstärker, der ein genügend starkes Signal für die anschließende Kabelverteilung liefert. Der LNB, der pro Ebene im Wesentlichen aus einer kleinen Antenne, einem Eingangsverstärker, einem Mischer, einem Leitungsverstärker und einem umschaltbaren Oszillator pro Kanal (Horizontal/Vertikal) besteht, wird über das Koaxialkabel mit Strom und Steuersignalen versorgt.
Da die vom Satelliten ausgestrahlten Signale sowohl horizontal als auch vertikal polarisiert sind, ergeben sich vier mögliche Schaltzustände:
- Horizontale Polarisation, oberer Frequenzbereich (High-Band) 11,70–12,75 GHz
- Horizontale Polarisation, unterer Frequenzbereich (Low-Band) 10,70–11,70 GHz
- Vertikale Polarisation, oberer Frequenzbereich (High-Band) 11,70–12,75 GHz
- Vertikale Polarisation, unterer Frequenzbereich (Low-Band) 10,70–11,70 GHz

Die durch den LNB heruntergemischten Empfangsfrequenzen werden dann über ein gewöhnliches Koaxialkabel im Frequenzbereich von 950–2.150 MHz an die Sat-Receiver weitergegeben. Üblicherweise erfolgt diese Heruntermischung mit 9,75 GHz im Lowband und 10,6 GHz im Highband (lokale Oszillatorenfrequenz genannt, kurz LOF). Da der lokale Frequenzbereich 1.200 MHz groß ist, die Standard-Satblöcke aber nur 1.000 (Lowband) bzw. 1.050 MHz (Highband) verwenden, ergibt sich ein Bereich, der vom Empfänger standardmäßig nicht genutzt wird. Man kann aber die Grenze zwischen Low- und Highband (LOF-Switch genannt) von standardmäßig 11,7 GHz bei vielen Receivern und TV-Karten entsprechend auf einen Wert zwischen 11,55 und 11,9 GHz festlegen.

### Umschaltung zwischen Polarisation und Frequenzbereich
Der Receiver benötigt, je nachdem, welcher Sender empfangen werden soll, eine andere Polarisationsebene und/oder einen anderen Frequenzbereich (siehe dazu das längliche Diagramm rechts). Zur Umschaltung überträgt der Receiver über die Antennenleitung zum LNB (oder, falls vorhanden, zum Multischalter) verschiedene Steuersignale:
Die Umschaltung der Polarisationsebene erfolgt durch Änderung der Höhe der Fernspeisespannung, die zwischen Innenleiter und Außenschirm des Koaxialkabels anliegt. 18 V signalisieren horizontal, 14 V vertikal.
Die Umschaltung des Frequenzbereichs (Low-Band oder High-Band) erfolgt über ein aufmoduliertes 22-kHz-Tonfrequenzsignal. Wird dieses Signal vom Receiver ausgegeben, schaltet der LNB (bzw. Multischalter) auf High-Band. Fehlt es, fällt er auf Low-Band zurück.
- Horizontale Polarisation, oberer Frequenzbereich (High-Band): 18 V + 22 kHz
- Horizontale Polarisation, unterer Frequenzbereich (Low-Band): 18 V
- Vertikale Polarisation, oberer Frequenzbereich (High-Band): 14 V + 22 kHz
- Vertikale Polarisation, unterer Frequenzbereich (Low-Band): 14 V

Hierbei wird deutlich, dass es nicht ohne Einschränkungen möglich ist, mehrere Sat-Receiver an einer einzigen Antennenleitung zu betreiben (z. B. mit einem Verteilerstück oder Durchgangsdosen): Gibt beispielsweise einer der Receiver das 22 kHz-Signal aus, liefert der LNB (bzw. Multischalter) das High-Band. Ein anderer Receiver, der in dem Moment gerade das Low-Band benötigt, könnte dann nichts mehr empfangen. Ausnahme sind die Frequenzen zwischen 11,55 und 11,9 GHz derselben Polarisation, die prinzipiell immer empfangen werden können, jedoch eine situationsbedingte Konfiguration erfordern, wenn die Hardware das nicht selbst erkennt. Ähnlich, nur ohne Ausnahmen, verhält es sich mit der Umschaltung zwischen den Polarisationen horizontal und vertikal. Eine Parallelschaltung mehrerer Receiver ist jedoch technisch prinzipiell möglich, sofern man sich auf ein gemeinsames Frequenzband und eine Polarisationsebene beschränkt, da die Tuner selbst ja unabhängig voneinander funktionieren. Die horizontale Polarisationsebene verhält sich dabei durch ihre höhere Schaltspannung gegenüber der Vertikalen „dominant“; ein parallelgeschalteter Zweitreceiver empfängt dann trotz Einstellung „vertikal“ lediglich die Sender mit horizontaler Polarisationsebene. Auch die Hintereinanderschaltung ist möglich, wenn jedes Gerät (außer ggf. das letzte) einen Loop-Through-Ausgang (auch RF Out) hat. Welche Einstellung hierbei dominiert, hängt von der Hardware ab und kann nicht allgemein gesagt werden.
Zu beachten und nicht zu verwechseln sind:
- Ein Quad-LNB besitzt vier unabhängige Ausgänge für den Anschluss von bis zu vier Receivern, da er über einen integrierten Multischalter verfügt und damit jeder Anschluss zur Wiedergabe eines der vier Empfangsbereiche steuerbar ist. Eine andere Bezeichnung ist Quattro-Switch-LNB.
- Ein Quattro-LNB enthält vier Anschlüsse. Über jeden Anschluss wird ein vorbestimmter Empfangsbereich ausgegeben, eine Steuerbarkeit der Zuordnung eines Empfangsbereichs zu einem Anschluss im laufenden Betrieb ist nicht möglich. Werden diese vier Anschlüsse mit den Eingängen eines externen Multischalters verbunden, so können alle an die Ausgänge des Multischalters angeschlossenen Satellitenempfänger durch entsprechende Ansteuerung alle vier Empfangsbereiche empfangen.[2]

Der Anschluss mehrerer Receiver an ein Koaxialkabel mit uneingeschränktem Programmangebot ist durch Unicable möglich.

### DiSEqC
DiSEqC ermöglicht es, mehrere Satelliten über eine oder mehrere Satellitenantennen mit einem Empfänger zu empfangen. Folgende Anwendungsfälle sind möglich:
- Ansteuerung einer motorisch drehbaren Satellitenantenne zur Ausrichtung auf verschiedene Satelliten (nur für einen Empfänger geeignet).
- Ansteuerung eines Umschalters (Multischalter), der mit verschiedenen, fest montierten LNBs verbunden ist, die jeweils verschiedene Satelliten empfangen (z. B. Astra-Eutelsat-Empfangsanlage; für mehrere Empfänger geeignet).
- Bei neueren Empfangsanlagen kann außerdem die Umschaltung zwischen Low- und High-Band sowie horizontaler und vertikaler Polarisation im LNB über DiSEqC-Signale erfolgen, alternativ zu Schaltspannung und 22-kHz-Signal.
- Verwendung spezieller LNBs, die die Sat-Block-Zwischenfrequenz (ZF) durchschleifen, wenn sie selbst nicht eingeschaltet sind. Eine komplette Multischalter-Logik ist dazu in jedem LNB integriert. Mehrere solche LNBs werden kaskadiert hintereinander geschaltet; die Auswahl eines gewünschten Frequenzbereichs und LNBs erfolgt dann mittels DiSEqC-Signal (nur für einen Empfänger geeignet).

## Struktur der Verkabelung

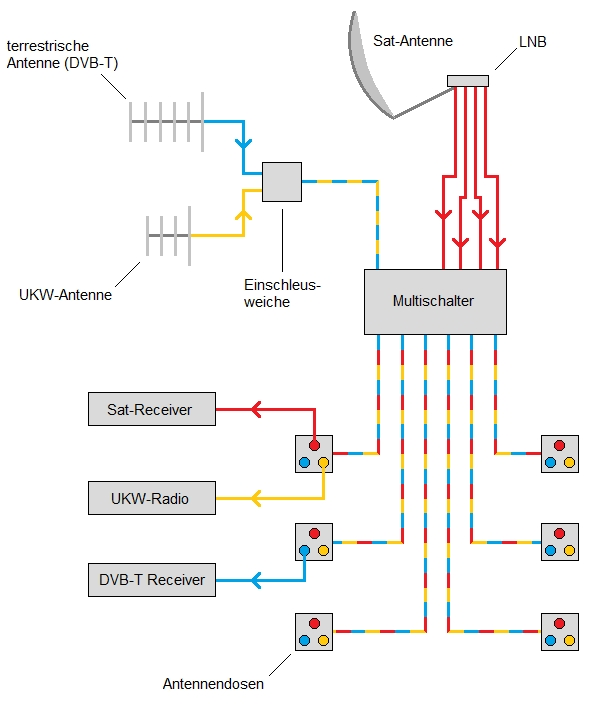
Schematischer Aufbau einer Empfangsanlage für digitalen Sat-, DVB-T- und UKW-Empfang

Ein im Brennpunkt eines Parabolreflektors befindlicher Single-LNB gibt je nach vom Receiver ausgesandten Steuersignal einen bestimmten Empfangsbereich (Zwischenfrequenz-Bereich 950–2200 MHz) der vier je Satellit ausgesandten Sendebereiche aus. Wegen der Steuersignale und da immer ein gesamter Frequenzblock vom LNB zum Empfänger ausgegeben wird, ist so je Receiver eine exklusive Koaxialleitung notwendig (Verkabelung in Stern-Topologie).
Sollen mehr Empfänger an einer Empfangsanlage betrieben werden, als ein LNB Ausgänge anbietet, wird das durch Nachschalten eines Multischalters bewerkstelligt. Vom LNB zum Multischalter sind dann je Satellit typisch vier exklusive Antennenleitungen notwendig. Nach dem Multischalter ist eine Verkabelung wieder typisch in Sterntopologie auszuführen.
Nicht genutzte Ausgänge am Multischalter oder LNB werden mit einem 75-Ω-Abschlusswiderstand abgeschlossen. Die Verwendung von Antennendosen ist nicht zwingend erforderlich, solange keine Einspeisung von terrestrischen oder Kabelfernseh-Signalen am Multischalter stattfindet. Bei langen Koaxialleitungen kann ein ZF-Streckenverstärker eingesetzt werden. Dabei ist zu beachten, dass dieser eine Fernspeisespannung ohne Spannungsabfall sowie überlagerte Steuersignale durchreichen muss.
Es ist unter Umständen bei sehr großen Anlagen auch empfehlenswert, kleine kaskadierbare Multischalter für jede Etage im Treppenhaus oder über Verteiler von der Sat-Stammleitung direkt in der Wohnung zu montieren, um dort das SAT-Signal von den LNB's flexibel in der notwendigen Anzahl je Wohneinheit, exklusiv für jeden angeschlossenen SAT-Receivereingang, auf kurzem Wege bereitstellen zu können. So können auch zahlreiche unterschiedliche Satellitenpositionen einzelnen Teilnehmern auf Wunsch zur Verfügung gestellt werden, ohne dass die zusätzlichen Kosten für die aufwendigeren DiSEqC-fähigen Multischalter von allen Teilnehmern gemeinsam getragen werden müssen.

## Multischalter
Ein Multischalter ist ein Bauteil einer Empfangsanlage in Sat-ZF-Verteiltechnik, dessen Hauptaufgabe darin besteht, die vom (Quattro-)LNB gelieferten Signale an die einzelnen Sat-Receiver zu verteilen. Damit ist ein Gemeinschaftsbetrieb mehrerer Sat-Receiver an einer Sat-Antenne möglich. Außerdem dient er (je nach Bauart) zur Einspeisung von terrestrischen oder Kabelfernsehsignalen in die Antennenleitungen zu den Teilnehmern.

### Unterscheidung zwischen analoger und digitaler Empfangstechnik

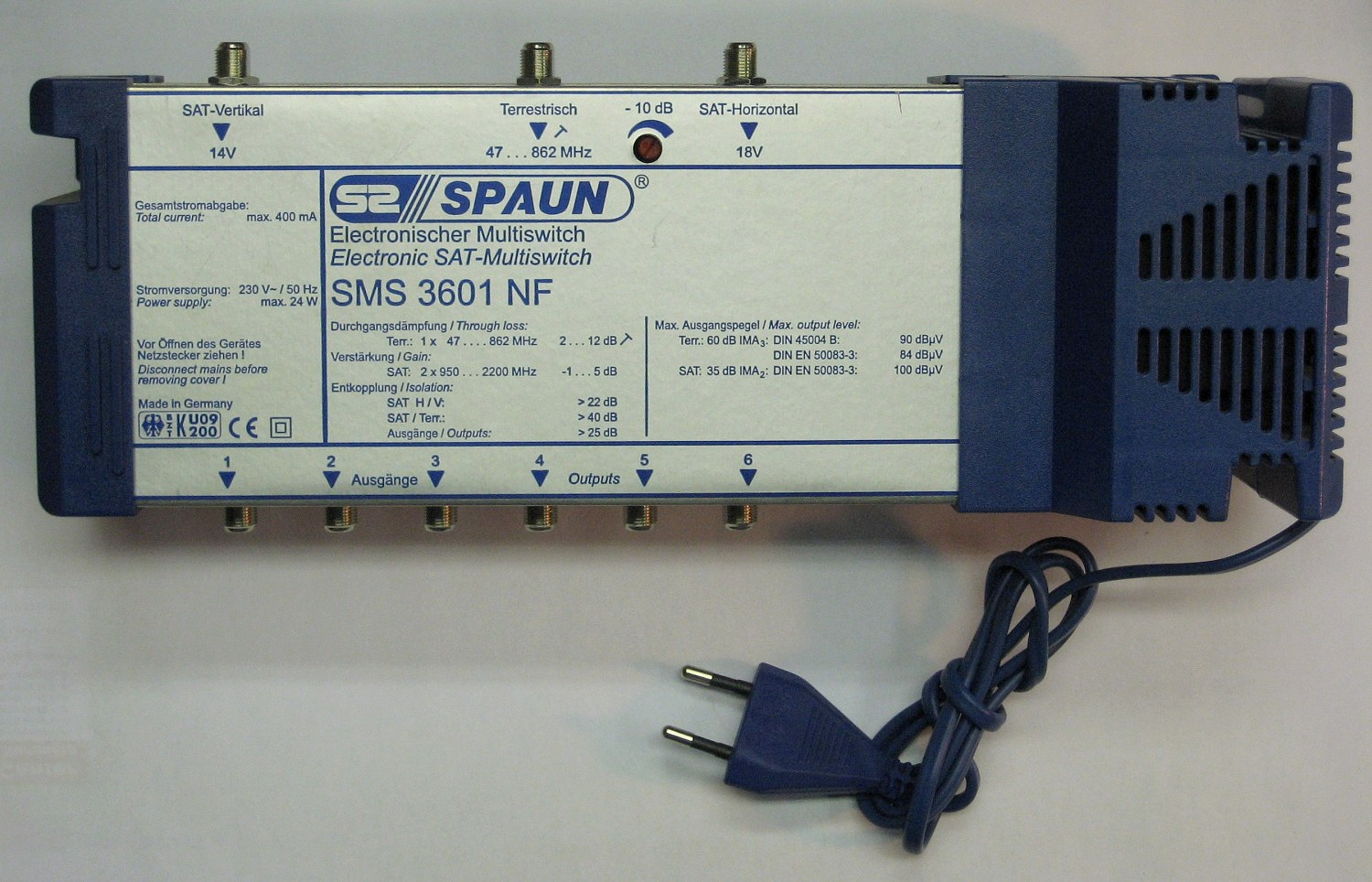
Analogtauglicher Multischalter (2 Sat-Eingänge)

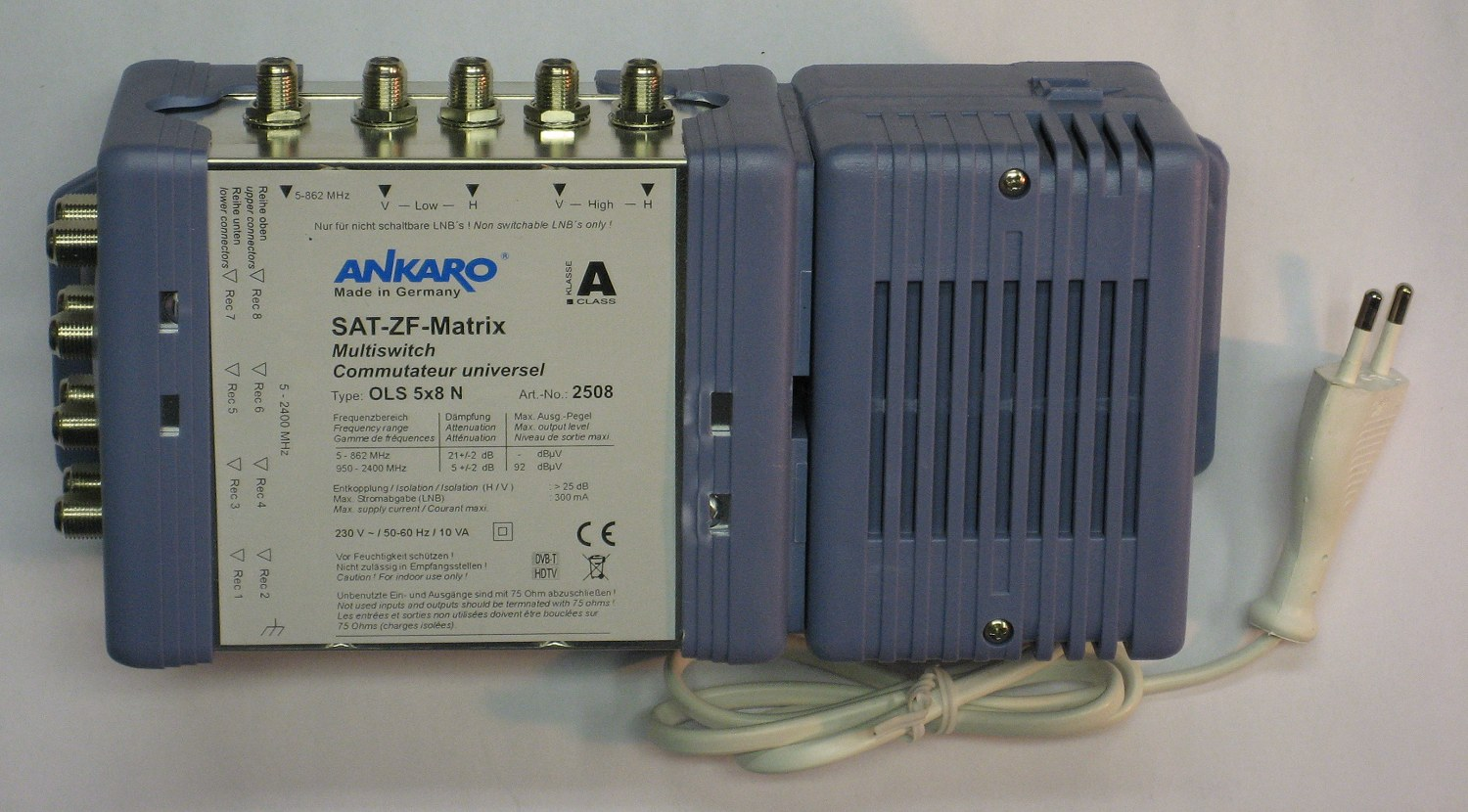
Digitaltauglicher Multischalter (4 Sat-Eingänge)

Die Bezeichnung „digitaler“ bzw. „analoger“ Multischalter bzw. LNB ist technisch gesehen ungenau. Richtig müsste es heißen: „Analogband-“ bzw. „Analog- und Digitalband-“ tauglicher Multischalter. Beim Empfang der analogen Sender im Low-Band war die Umschaltung der Frequenzbereiche (High- oder Low-Band) nicht erforderlich. Es wurde nur zwischen horizontaler und vertikaler Polarisation umgeschaltet.
Grundsätzlich erkennt man den Unterschied zwischen den analog- und digitaltauglichen Multischaltern an der Anzahl der Eingänge pro LNB (zwei bei analog, vier bei digital). Analoge Multischalter und LNB sind inzwischen nicht mehr im Handel zu finden, da auch an digitaltauglichen Multischaltern analoge Receiver betrieben werden können. Analogtaugliche Multischalter werden daher nur über zwei Verbindungskabel mit dem LNB verbunden; in der Regel werden Twin- oder Dual-LNBs verwendet. Der Einsatz eines digitaltauglichen Quattro-LNB ist auch möglich; dann werden jedoch nur die beiden Low-Band-Ausgänge des LNB angeschlossen, die High-Band-Anschlüsse bleiben ungenutzt.
Analogbandtaugliche Multischalter und LNBs können auch digitale sowie HDTV-Sender zur Verfügung stellen, wenn diese über das Low-Band verteilt werden. Auch die ersten 200 MHz des Highbands, in denen sich z. B. Das Erste SD befindet, können empfangen werden, wenn man die Grenze zum Highband (LOF-Switch) auf 11,9 GHz erhöht, damit der Receiver nicht erwartet, dass sie mit der lokalen Oszillatorenfrequenz des Highbands heruntergemischt wurden. Umgekehrt können als digital bezeichnete Multischalter und LNBs stets die analogen Sender zur Verfügung stellen.
Die Bezeichnung „digital“ wurde von den Herstellern der High-Band-tauglichen Multischalter und LNBs eingeführt, da auf dem in Mitteleuropa marktbeherrschenden Satellitensystem Astra zu Beginn des Digitalfernsehens alle digitalen Sender zuerst im High-Band sendeten, die analogen Sender im Low-Band. Inzwischen senden zahlreiche digitale Sender sowie HDTV-Sender auch im Low-Band. Im Zuge der Abschaltung der analogen SAT-Sender wird künftig das Low-Band stärker für digitale und HDTV-Sender genutzt. Deshalb sollten neue Satellitenreceiver vorzugsweise als sogenannte HD-Receiver verwendet werden, da diese in der Regel auch den Empfang des digitalen Standards DVB-S ermöglichen.
Bei Universal-LNBs wird durch das zusätzliche 22-kHz-Signal lediglich die Oszillatorfrequenz von 9,75 auf 10,6 GHz zum Empfang des High-Band umgeschaltet, an der grundsätzlichen Funktionsweise eines LNB, der Frequenzumsetzung, ändert sich jedoch nichts.

### Weitere Funktionen des Multischalters

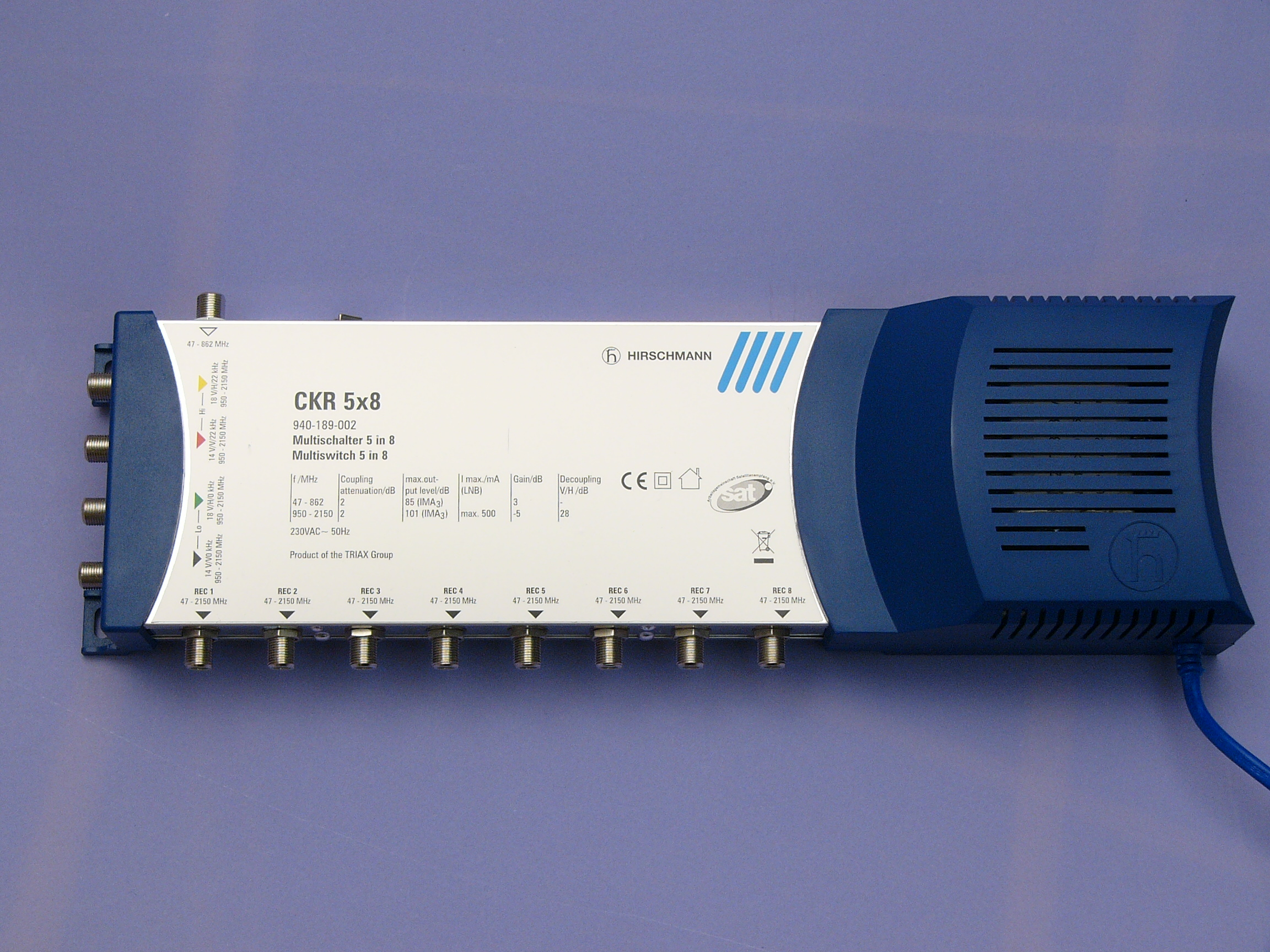
Multischalter 5/8 für Quattro-LNB und terrestrische Signaleinspeisung

Da der Multischalter meist auf dem Dachboden installiert wird, ist es naheliegend, die Signale einer evtl. noch vorhandenen terrestrischen Antennenanlage mit in die Hausverkabelung einzuspeisen, um beispielsweise den Empfang von UKW-Rundfunk oder DVB-T zu ermöglichen. Daher verfügen die meisten Multischalter über einen zusätzlichen Eingang für die terrestrischen Signale. Vorzugsweise wird hier eine Antennenweiche oder ein sogenannter Mehrbereichsverstärker mit den gewünschten Antennen angeschlossen. Auf dem gleichen Weg können auch Signale aus dem Kabelfernsehnetz eingespeist werden. Durch den Multischalter werden diese Signale durch das gleiche Kabel zur Antennendose übertragen wie die Satellitensignale. Mit einer geeigneten Antennendose (sog. 3-Loch-Dose) können die unterschiedlichen Signale wieder voneinander getrennt genutzt werden.
Bei der Nutzung von Diensten im Kabelfernsehen, die Rückkanalfähigkeit erfordern (z. B. Kabelmodem für Internet oder Telefon), ist auch eine Rückkanalfähigkeit des Multischalters erforderlich.

### Multischalter-LNBs
Diese speziellen LNBs verfügen über einen integrierten Multischalter mit bis zu acht Ausgängen. Die Bezeichnungen variieren je nach Hersteller und sind nicht unbedingt einheitlich. Es können Receiver ohne zusätzlichen externen Multischalter direkt an den LNB angeschlossen werden. Auch Monoblock-LNBs für schielende Installationen (Multifeed) verfügen über integrierte Multischalter.
Multischalter-LNBs sind sinnvoll für Empfangsanlagen mit sehr wenigen Teilnehmern. An einem derartigen LNB kann auch ein weiterer Multischalter angeschlossen werden, vorausgesetzt, dass dieser an seinen LNB-Eingängen je einmal 14 und 18 V sowie (bei einem digitaltauglichen Gerät) das 22-kHz-Signal ausgibt. Ansonsten würde das LNB an allen Ausgängen nur das vertikale Low-Band liefern. Der Einsatz eines Quattro-LNB (ohne integrierten Multischalter) ist jedoch vorzuziehen. Bessere Qualität und eine einfachere Erweiterbarkeit ist mit Quattro-LNB und externem Multischalter zu erwarten, da die Elektronik weniger eng verbaut ist (Übersprechen), nicht der Witterung ausgesetzt ist und der Multischalter meist über eine eigene ausreichende Stromversorgung verfügt.

### Multischalter für mehrere Satelliten

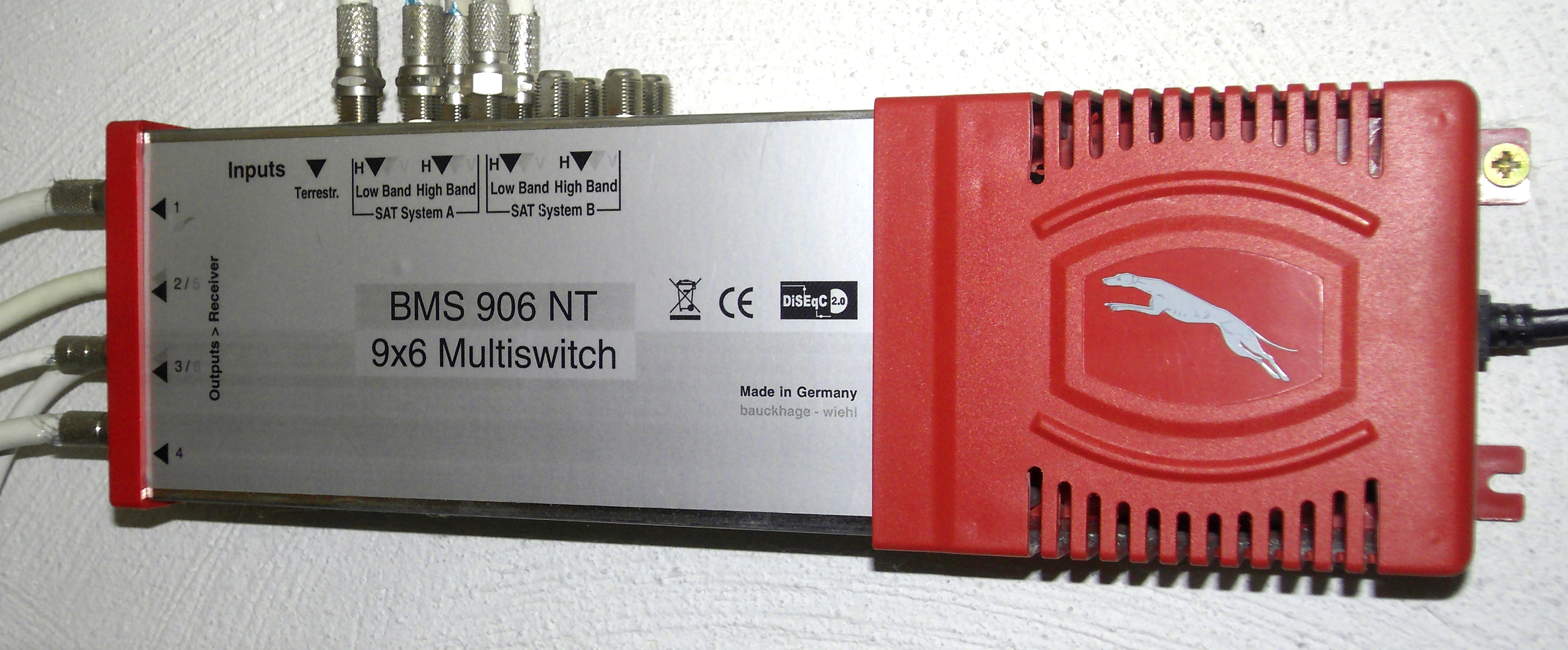
Multischalter 9/6 für zwei Quattro-LNBs und terrestrische Signaleinspeisung

Es besteht die Möglichkeit, die Signale mehrerer Satelliten mit einem Multischalter zu verteilen. Dafür hat der Multischalter zusätzliche LNB-Anschlüsse (weitere vier Eingänge für jeden weiteren Quattro-LNB). Die Umschaltung zu den jeweiligen LNBs steuert in diesem Fall der Receiver selbst mittels eines zusätzlichen digitalem DiSEqC-Signal. Dabei kann der zweite LNB an demselben Sat-Spiegel (Multifeed) oder an einem zweiten Spiegel installiert sein. Pro Satellit benötigt man einen LNB. Der Einsatz von motorgesteuerten, rotierenden Antennen für mehrere Satelliten ist bei Gemeinschafts-Empfangsanlagen mit Multischalter nicht sinnvoll möglich.

### Kaskadierbare Multischalter
Hier handelt es sich um Multischalter, die einerseits mindestens die vier Empfangsbereiche eines LNB auf ihre Ausgänge verteilen, andererseits das an seinen Eingängen angelieferte Signal durchleiten und dieses an weiteren Ausgängen dem nächsten kaskadierbaren Multischalter unverändert zur Verfügung stellen. Kaskadierbare Multischalter werden in großen Gebäuden wie Wohnblöcken eingesetzt, um flexibel die gewünschten Anschlüsse pro Wohneinheit auf kurzem Wege anzubieten und verteilen zu können.
Eine Installationsmöglichkeit besteht aus einer Sat-Antenne und einem kaskadierbaren Multischalter in jedem Stockwerk. Von diesem führen die Ableitungen in die Wohnungen des Stockwerks und vier bzw. fünf Koaxialkabel zum Multischalter für das nächste Stockwerk usw. Hersteller wie Spaun, Arcon, GTN, Hirschmann, Kreiling oder Kathrein bieten derartige Systeme an.
Wird ein zusätzlicher Satellit in nur einer Etage gewünscht, dann können auch kaskadierbare Multischalter mit acht Eingängen verwendet werden. Alternativ kann mittels eines DiSEqC-Relais auf weitere kaskadierbare Multischalter oder direkt auf den LNBs umgeschaltet werden.

### Handelsbezeichnungen für Multischalter
Der Typ des Multischalters beinhaltet häufig zwei Zahlen, z. B. 5/8. Die erste Ziffer gibt die Anzahl der Eingänge vom LNB an, die zweite die Anzahl der Ausgänge. Ist die Zahl der Eingänge ungerade, hat der Multischalter einen terrestrischen Eingang.
Beispiele:
- Multischalter 3/8: 2 Eingänge von einem LNB, 1 Eingang für terrestrische Antenne, 8 Ausgänge zu 8 Receivern (analogtauglicher Multischalter)
- Multischalter 5/4: 4 Eingänge von einem LNB, 1 Eingang für terrestrische Antenne, 4 Ausgänge zu 4 Receivern
- Multischalter 5/8: 4 Eingänge von einem LNB, 1 Eingang für terrestrische Antenne, 8 Ausgänge zu 8 Receivern
- Multischalter 9/8: 8 Eingänge von zwei LNBs, 1 Eingang für terrestrische Antenne, 8 Ausgänge zu 8 Receivern
- Multischalter 17/16: 16 Eingänge von vier LNBs, 1 Eingang für terrestrische Antenne, 16 Ausgänge zu 16 Receivern

## Historische Entwicklung
Der europäische Satellitenbetreiber SES Astra ermöglichte ab dem 11. Dezember 1988 durch Rückgriff auf PAL-Technik und mit einem modernen schlanken Satellitenkonzept (GE Astra Electronics Astra 1A, lediglich eine EIRP von 50 dBW, dafür aber mit bereits 16 KU-Transpondern) eine gewisse Programmvielfalt, im Gegensatz zum später gescheiterten TV-SAT-System. Die Anwendung bewährter Technik von Telekommunikations-Satelliten beinhaltete auch das Konzept zur effizienten Frequenznutzung durch Aufteilen der 16 Transponder auf eine horizontale und eine vertikale Polarisationsebene (Frequenzblöcke). Der Empfänger musste also zur Erlangung der vollen Astra-Programmvielfalt (erstmals 16 TV-Programme mit einem Satelliten) beide Polarisationsebenen getrennt empfangen; ein gemeinsames Übertragen beider Sat-ZF-Blöcke über ein einzelnes Koaxialkabel (wie beim terrestrischen PAL oder Kabelfernsehen) war durch den in beiden Polarisationsebenen gleich belegten Frequenzbereich nicht möglich. Die Industrie entwickelte schon bald für einfach zu installierende Empfangsanlagen ein Marconi-LNB genanntes Umschaltkonzept, das durch Verändern der Fernspeisespannung (14/18 V) zwischen den beiden Polarisationsebenen umschaltete. Zum Betrieb mehrerer Sat-Receiver an einem gemeinsamen Spiegel wurde diese Technik in Multischaltern mit mehreren Ausgängen eingesetzt.
Eine Weiterentwicklung dieser speisespannungsgesteuerten 14/18-Volt-V/H-Umschalttechnik wurde durch die Verwendung des eigentlich für Telekommunikation gedachten Satelliten DFS-Kopernikus der Deutschen Bundespost für einen Fernseh-Direktempfang (in Konkurrenz zu Astra) notwendig. Ein Umschalten auf das sogenannte High-Band (12,5–12,75 GHz) wurde durch ein Überlagern der LNB-Speisespannung mit einem 22-kHz-Steuersignal erreicht, womit also erstmals zum Sat-Empfang vier ZF-Bänder zur Verfügung standen. Dieses Konzept ermöglichte eine spätere Erweiterung des High-Band um die vormals für TV-SAT reservierten DBS-Frequenzen (11,70–12,5 GHz) zu 11,70–12,75 GHz.
Eine erneute Weiterentwicklung zum Umschalten auf andere Satelliten brachte das DiSEqC-System durch Philips und Eutelsat.

## Vor- und Nachteile

### Vorteile
Wird beim Bau einer Immobilie der Satellitenempfang von Beginn an eingeplant, so ergeben sich bei der Sat-ZF-Verteilung (z. B. gegenüber Kabel-TV) Vorteile. Beispielsweise ist die Programmvielfalt beim Satellitenempfang deutlich höher (insbesondere bei Mehrsatelliten-Empfang) und der Sat-Empfang bis auf HD+ und Sky kostenlos, so dass sich die anfänglichen Investitionen in eine SAT-Empfangsanlage (gerade in Mehrparteienhäusern) bereits nach wenigen Jahren amortisieren.
Die Sat-ZF-Verteilung mittels Multischaltern ist einfach und flexibel realisierbar und kann auch mit dem Kabelfernsehen oder DVB-T2 kombiniert werden. Auch der Empfang von mehreren Satellitenpositionen und Satellitenantenne ist mit diesem System einfach und relativ preisgünstig für alle Teilnehmer möglich.

### Nachteile
Die Technik einer Sat-ZF-Verteilung ist historisch entstanden, daraus leitet sich ein Hauptnachteil des Standardaufbaus einer Sat-ZF-Verteilung ab: wegen der praktizierten Satblock-Umschaltung kann immer nur jeweils ein DVB-S- oder DVB-S2-Receiver an einer Antennenleitung angeschlossen werden. Das verursacht einen großen Verkabelungsaufwand bei geringer Flexibilität bei der Erweiterung für weitere Empfänger. Demgegenüber ist das Anschließen von mehreren DVB-C- oder DVB-T2-Empfängern an einer Antennenleitung problemlos möglich, weswegen eine Sat-ZF-Verteilung in sehr großen Wohnanlagen bis heute selten praktiziert wird. Das klassische Kabelfernsehen bietet dort oft vor allem beim Service und dem Kabelinternetangebot den gewerblichen Vermietern einige Vorteile.
Ein weiterer Nachteil einer Sat-ZF-Verteilung ist, dass durch die Anzahl der Anschlussleitungen je Wohnung auch die Anzahl der in einer Wohnung betreibbaren Sat-Empfänger festgelegt ist. Vielen Betreibern ist in der Planungsphase einer Satellitenrundfunk-Empfangsanlage nicht bewusst, dass je Wohnung durchaus mehrere weitere Sat-Empfänger (Z.B. Küchen-TV, Kinderzimmer, DVB-S-Radioempfang an der HiFi-Anlage), angeschlossen und betrieben werden. Eine Sat-ZF-Verteilanlage kann aus diesem Grund nicht mit dem Komfort einer linearen Signalverteilung (Kabelfernsehanschluss oder DVB-T) verglichen werden.
Es können Satellitenkabel auch durchgeschleift oder parallel geschaltet werden. Viele Satellitenempfänger und manche DVB-S-Karten haben zum Durchschleifen einen sogenannten Loop-Through-Ausgang (auch Loop Out oder RF Out genannt). Man muss sich dafür allerdings auf einen Schaltzustand verständigen. Auf der typischen Position 19,2° Ost liegen deshalb fast alle digitalen deutschen Sender in Standardqualität (SDTV) im horizontalen Highband (siehe dazu das längliche Diagramm rechts). Es fehlen primär Phoenix, arte, Einsfestival, EinsPlus, tagesschau24 aus dem horizontalen Lowband sowie DMAX, Sport1, Tele 5, Comedy Central und der alternative Programmplatz von arte aus dem vertikalen Highband. Bei HDTV liegen viele Sender im horizontalen Lowband. Hier fehlen 3sat, KiKA und zdfinfo aus dem vertikalen Lowband sowie abermals Tele 5, WDR und das komplette Sky-Paket aus dem horizontalen Highband. Einige Receiver und TV-Anwendungen bieten dem Nutzer die Möglichkeit, die übliche 11,7-GHz-Grenze zwischen Low- und Highband selbst anzupassen (standardkonform sind Werte zwischen 11,55 und 11,9 GHz), sodass mehr Sender im gewünschten Band liegen.
Auch sind Schaltvarianten (DiSEqC-Relais) bei Gemeinschaftsanlagen immer mit einem erheblichen zusätzlichen Planungaufwand verbunden, wenn ein zusätzlicher Anschluss oder ein weiterer Satellit in nur einer Wohnung gewünscht wird.

## Alternativen

### Unicable
Seit 2004 gibt es die Norm EN 50494 zum Betreiben von bis zu 8 Sat-Empfängern an einem Koaxialkabel, welche unabhängig voneinander das volle Programmangebot eines Satelliten empfangen können. Dieses System ist unter dem Namen Unicable bekannt. Existiert in bestehenden Mehrparteienhäusern je ein separates Kabel in jede Wohnung, können durch eine Kaskade mehrerer solcher Unicable-Matrizen auch größere Wohnanlagen nachträglich ohne eine aufwendige Neuverkabelung kostengünstig auf Satellitenempfang erweitert werden. Zum Empfang der Satellitenprogramme ist dann ein Unicable-fähiger Satellitenreceiver erforderlich. Die Leistungsfähigkeit dieses Systems ist zusätzlich noch durch die verwendeten Unicable-Matrizen gegenüber der Sat-ZF-Verteilung bei mehreren Satellitenpositionen beschränkt. Auch sind auf Grund der vorhandenen Verlegung der Verteiler und der Koaxialkabel manchmal nicht alle der acht Unicable-fähigen Satellitenreceiver beliebig betreibbar.
Seit 2014 gibt es Unicable II-Multischalter nach EN 50494/EN 50607. Diese ermöglichen den Anschluss von bis zu 32 Receivern über ein gemeinsames Koaxialkabel. Voraussetzung ist, dass alle angeschlossenen Geräte zumindest das Protokoll EN 50494 unterstützen. Sollen mehr als 8 Empfänger versorgt werden, dann müssen die weiteren Geräte zusätzlich auch EN 50607 beherrschen. Es gibt aber auch Multischalter, an denen man Wideband-LNB anschließen kann, um mit nur einem Multischalter die Kanäle von 2 Satelliten verteilen zu können. Sollen mehr als 32 Tuner versorgt werden, dann können diese Multischalter kaskadiert werden. Die Multischalter kann man auch mittels Combiner kaskadieren. Nach EN 50607 können bis zu 64 Satelliten empfangen werden. Im Jahr 2017 waren jedoch nur Unicable II-Multischalter am Markt, die bis zu 4 Satelliten programmiert werden konnten. Eine weitere Möglichkeit bei manchen Multischaltern ist die Zuweisung statischer SCR mittels Programmierung. Bei statischen Betrieb werden bis zu 32 Transponder fix den SCR zugeordnet (kann auch von verschiedenen Satelliten sein). Das hat den Vorteil, dass fast beliebig viele Tuner an einer Leitung hängen können und diese Tuner nur normale Sattuner sein müssen. Nachteil ist, man ist beim Empfang auf diese 32 Transponder beschränkt.

### Einkabelsysteme
Eine weitere Alternative ist das sogenannte Einkabelsystem, mit dem viele Sat-Empfänger (eingeschränkt auf ca. 200 Sat-TV-Programme) an einem vorhandenen Koaxialkabel betrieben werden können. Bei diesem System kann nicht das komplette Angebot des Satellitenbetreibers genutzt werden. Wenn Sat-Sender den Transponder wechseln, können diese bei den einfachen Einkabelsystemen möglicherweise nicht (mehr) empfangen werden, es ist dann ein Aufrüsten auf ein programmierbares Einkabelsystem in der Kopfstation unter Umständen möglich, was dann weitere zusätzliche Kosten verursacht.

### Sat-over-IP-Technik
Die Sat-over-IP-Technik (kurz Sat-IP, auch SAT>IP) ist eine Alternative zur bisherigen HF-basierenden Zwischenfrequenz-Verteilung von DVB-S(2)-Signalen mittels Koaxialkabeln. Bei ihr werden die Sat-Signale digital in einer IP-basierten Architektur für den Empfang und die Verteilung von digitalen Satelliten-Signalen über ein lokales Netz zur Verfügung gestellt. Der SAT-Empfang erfolgt hier, wie bei allen anderen für das Internet üblichen Übertragungsformen mittels eines konventionellen IP-Netzwerkzugangs oder per WLAN. Als Empfänger sind ausschließlich für Sat-over-IP geeignete TV-Empfänger oder andere Sat-over-IP-Clients erforderlich.
Durch die vollständige IP-basierende Verarbeitung der TV-Signale gibt es keine durch die SAT-Zwischenfreqenz bestimmten Einschränkungen bezüglich der Kabellängen und Übertragungsformen.